# خوتاگ-اوندور
خوتاگ-اوندور (به لاتین: Khutag-Öndör) یک منطقهٔ مسکونی در مغولستان است که در استان بولگن واقع شده‌است.